# Sur la trace d'Igor Rizzi
Sur la trace d'Igor Rizzi è un film del 2006 scritto e diretto da Noël Mitrani.

## Trama
Un ex calciatore, divenuto povero a causa di un investimento sbagliato, viene ingaggiato per uccidere un uomo.

## Premi e nomination
Sur la trace d'Igor Rizzi è stato presentato nella 21ª Settimana Internazionale della Critica alla 63ª Mostra internazionale d'arte cinematografica di Venezia.

### Toronto International Film Festival, 2006
- Vinto il Best Canadian First Feature Film